# Formule van Euler

e^{iφ}

De formule van Euler, genoemd naar haar ontdekker, de Zwitserse wiskundige Leonhard Euler, is een vergelijking uit de complexe functietheorie, die een verband legt tussen de goniometrische functies en de exponentiële functie. De formule zegt dat voor ieder reële getal {\displaystyle x} geldt dat:
{\displaystyle e^{ix}=\cos(x)+i\cdot \sin(x)}
Daarin is {\displaystyle e} het grondtal van de natuurlijke logaritme, {\displaystyle i} de imaginaire eenheid, en zijn {\displaystyle \sin } en {\displaystyle \cos } de goniometrische functies sinus en cosinus met het argument in radialen. De formule geldt ook voor complexe waarden van {\displaystyle x}.

## Identiteit van Euler
Voor {\displaystyle x=\pi } ontstaat de zogenaamde identiteit van Euler:
{\displaystyle e^{i\pi }+1=0}
Of in een andere vorm:
{\displaystyle e^{i\pi }=-1}

## Sinus en cosinus
Omgekeerd kunnen de sinus en de cosinus met behulp van de formule van Euler worden afgeleid :
{\displaystyle \sin(x)={\frac {e^{ix}-e^{-ix}}{2i}}}
{\displaystyle \cos(x)={\frac {e^{ix}+e^{-ix}}{2}}}

## Bewijzen
Er zijn verschillende manieren om de formule van Euler te bewijzen.
Bepaal de afgeleide van de functie:
{\displaystyle f(x)=e^{-ix}(\cos(x)+i\cdot \sin(x))}
Met behulp van de productregel volgt:
{\displaystyle {\frac {\mathrm {d} f}{\mathrm {d} x}}=-i\cdot e^{-ix}\cdot (\cos(x)+i\cdot \sin(x))+e^{-ix}\cdot (-\sin(x)+i\cdot \cos(x))=}
{\displaystyle =e^{-ix}(\sin(x)-i\cdot \cos(x))+e^{-ix}(-\sin(x)+i\cdot \cos(x))=}
{\displaystyle =e^{-ix}\cdot 0=0}
De afgeleide is dus 0. Dit betekent dat de functie {\displaystyle f} constant is:
{\displaystyle f(x)=e^{-ix}\cdot (\cos(x)+i\cdot \sin(x))=C}
Dus:
{\displaystyle \cos(x)+i\cdot \sin(x)=C\cdot e^{ix}}
Omdat voor {\displaystyle x=0} geldt, dat
{\displaystyle \cos(0)+i\cdot \sin(0)=C\,e^{0}=C}
De gelijkheid kan men ook bewijzen door aan te tonen dat de taylorreeksen van beide uitdrukkingen hetzelfde zijn.
{\displaystyle e^{ix}=\sum _{k=0}^{\infty }{\frac {(ix)^{k}}{k!}}=\sum _{k=0}^{\infty }{(-1)^{k}{\frac {x^{2k}}{(2k)!}}}+i\cdot \sum _{k=0}^{\infty }(-1)^{k}{\frac {x^{2k+1}}{(2k+1)!}}}
{\displaystyle \cos(x)+i\cdot \sin(x)=\sum _{k=0}^{\infty }{(-1)^{k}{\frac {x^{2k}}{(2k)!}}}+i\cdot \sum _{k=0}^{\infty }(-1)^{k}{\frac {x^{2k+1}}{(2k+1)!}}}